# Сарагулка (посёлок)
Сарагулка — посёлок в Туринском городском округе Свердловской области, России.

## Географическое положение
Посёлок Сарагулка Туринского городского округа расположен в 44 километрах к востоку от города Туринска (по автотрассе — 48 километров), в лесной местности, в истоках реки Сарагулка, к югу от болота Чеиково. В посёлке находится железнодорожная станция Сарагулка Свердловской железной дороги.

## Население
| 2002 | 2010 | 2021 |
| ---- | ---- | ---- |
| 153  | ↘55  | ↘21  |